# Införsel
Införsel innebär att en vara förs från en stat in i en annan stat. Detta kan få betydelse för tull och skattemyndigheter. 
- Ett exempel är frågan om punktsskatt ska betalas då varan förs in av privatperson för eget bruk.[1]
- Ett annat exempel är en privatperson som köper alkoholvaror i annat EU-land och som själv ordnar hemtransport på annat sätt än att personligen föra med sig varorna, till exempel genom att anlita ett transportföretag ska fylla i en blankett som sedan ska lämnas till skatteverket.[2]
- För att få importera eller av annan anledning föra in skjutvapen till Sverige krävs ett särskilt införseltillstånd. Tillståndet utfärdas av polismyndigheten på den ort där vapnet ska föras in.[3]

## Fotnoter
1. ↑  Några beskattnings- och kontrollfrågor vid införsel av vissa punktskattepliktiga varor för privat bruk
2. ↑  Privatpersoner som köper och ordnar med hemtransport av alkoholvaror från andra EG-länder Arkiverad 12 juni 2011 hämtat från the Wayback Machine.
3. ↑  Införsel av skjutvapen